# RawTherapee
RawTherapee es un programa de procesamiento de imágenes  RAW multiplataforma, lanzado como software libre a través de la licencia GPLv3. Ha sido escrito en C++, utilizando la Biblioteca GTK+ y dcraw, inicialmente por Gábor Horváth, de Budapest, Hungría. Es importante tener en cuenta que fue uno de los primeros programas de procesado RAW disponible para GNU/Linux con una interfaz gráfica razonablemente utilizable, con un especial control de los algoritmos de interpolación cromática. El nombre inicial de la aplicación era "El editor fotográfico RAW experimental" (THe Experimental RAw Photo Editor); posteriormente aquel nombre fue dejado de lado, para convertir a RawTherapee en el nombre oficial del programa.

## Características
RawTherapee está basado en el concepto de la edición no destructiva, similar a algunos otros programas de procesamiento RAW. Los ajustes hechos por el usuario no son aplicados inmediatamente a la imagen, sino que los parámetros se guardan en un archivo de configuración separado (De todas maneras, el usuario puede ver el efecto de todos los ajustes en una vista previa en ventana). Los ajustes reales a la imagen se aplican durante el proceso de exportación.
Todo el proceso interno es realizado a través de una máquina de punto flotante de 32 bits.

### Formatos de archivo de entrada
RawTherapee puede trabajar con archivos RAW de cámaras digitales, y con imágenes en formato convencional.
Cuando éste lee archivos RAW lo hace a través del programa dcraw, solamente para convertirlo en una imagen para su procesado posterior. Debido a ello, RawTherapee acepta todos los formatos admitidos por dcraw, el cual se actualiza constantemente para dar soporte a nuevas cámaras digitales.
Además de ello, RawTherapee soporta los siguientes formatos de imagen:
- JPEG
- TIFF
- PNG

### Interfaz de usuario
RawTherapee integra un gestor de archivos, una cola de procesamiento, y una pestaña de edición de imagen.
El gestor de archivos muestra las vistas previas de las imágenes, etiquetados con metadatos de la información de las mismas. El gestor incluye calificación (por estrellas de 1 a 5), etiquetado y un filtro basado en metadatos  EXIF. Puede ser utilizado para aplicar un perfil, o partes de un perfil, a una selección completa de fotos en una sola operación.
La pestaña de cola de procesamiento permite mandar imágenes a exportación pausadas mientras se ajustan otras en el editor simultáneamente; así, la CPU está totalmente disponible para el usuario mientras se ajustan otras fotografías, en lugar de procesarlas mientras el usuario intenta hacer ajustes en imágenes nuevas, lo cual podría ralentizar la interfaz. Alternativamente puede utilizarse para procesar imágenes al mismo tiempo que se procesan otras, si se tiene una máquina capaz de manejar un flujo de trabajo de ese tipo.
La pestaña de edición es donde el usuario manipula las imágenes. Mientras la imagen se abre para edición, el usuario cuenta con una ventana de vista previa con capacidad de navegación y ampliación de la imagen. También muestra un histograma en color, el cual ofrece escalas lineales y logarítmicas, y una vista con canales separados L, R, G y B. Todos los ajustes se muestran en una ventana de historial, y el usuario puede revertir cualquier cambio si así lo desea. Existe también la posibilidad de tomar múltiples capturas del historial de procesamiento, permitiendo que varias versiones de la imagen se muestren simultáneamente. Aquellas muestras no se escriben en el archivo final de configuración y se pierden cuando la foto ha sido cerrada; sin embargo, existe trabajo en proceso para migrar el sistema de procesado de PP3 a XMP, el cual ya admite la grabación de instantáneas.

### Formatos de salida
El formato de salida pueden seleccionarse de entre los siguientes:
- TIFF (8 y 16 bits)
- JPEG (8 bits)
- PNG (8 y 16 bits)

## Historia de versiones

### Serie 2.x
La versión 2.4.1 se lanzó en septiembre de 2009; fue la última versión en código cerrado. Desde ese momento RawTherapee se convirtió en una aplicación open source, y un número de desarrolladores se unió al proyecto, agregando nuevas características y mejorando la estabilidad.

### Serie 3.x
La versión 3 con la versión "Dev-3.0" fue la primera en ser lanzada como open source. Los mayores cambios agregados a esta serie, incluyen:
- Nuevo sistema de licencias: RawTherapee fue lanzado de ahí en adelante con la  Licencia GNU GPL.
- Mejoras en la interfaz gráfica, la cual permite un uso más eficiente del espacio en pantalla.
- Posibilidad de abrir varias imágenes simultáneamente.
- Diversos filtros nuevos y algoritmos de interpolación cromática.

### Serie 4.0
La versión 4.0.0 se lanzó el 30 de julio de 2011. Los cambios más importantes incorporados incluyen:
- Nuevo motor de procesamiento, todos los cambios son llevados a cabo en punto flotante de 32 bits para una precisión mejorada.
- La interfaz gráfica tiene múltiples mejoras y es más personalizable por el usuario.
- Nuevas herramientas de procesamiento de imagen, como compensación del punto negro, métodos de recuperación de iluminaciones, control de distorsión automático para cámaras del sistema Micro Cuatro Tercios, corrección de campo plano, sustracción de ruido de corriente oscura, etc.
- Manejo del color mejorado, con perfiles de alta precisión creados para algunas cámaras específicamente para RawTherapee.

Debido a los requisitos más exigentes de memoria RAM de la versión 4.0 y a pesar de que admite aún máquinas de 32 bits, se recomienda el uso de procesadores de 64 bits para mejorar la estabilidad y rendimiento del programa.

## Compatibilidad
RawTherapee está disponible para Linux, Windows y Mac OS X (sólo 64 bits) en versiones de 32 y 64 bits.